# خوش‌دست‌وپا
خوش‌دست‌وپا (نام علمی: ') نام یک زیرراسته از راسته بریده‌مهرگان است.